# Literatura japońska

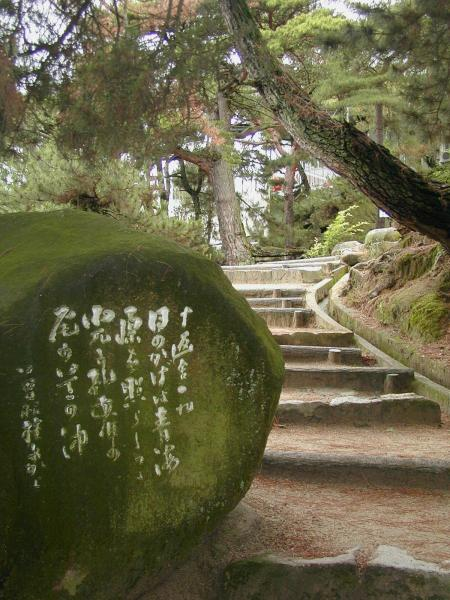
„Ścieżka literatury” w Onomichi

We wczesnych dziełach literatury japońskiej widać duży wpływ kultury chińskiej oraz literatury chińskiej, często zapisanej w klasycznym języku chińskim. Widoczne są też wpływy literatury indyjskiej, obecnej przez rozprzestrzenianie się buddyzmu w Japonii. Japońska literatura w końcu rozwinęła swój własny styl, kiedy japońscy pisarze zaczęli tworzyć swoje własne dzieła o Japonii, ale wpływ Chin pozostał do końca okresu Edo. Od czasu kiedy Japonia otworzyła swoje porty dla Zachodu, obie kultury zaczęły mieć na siebie wyraźny wpływ.

## Historia literatury
Historię literatury japońskiej tradycyjnie można podzielić na epoki, których nazwy są identyczne z nazwami geograficznymi ośrodków politycznych i kulturowych.
Natomiast w podziale uwzględniającym rolę klas społecznych można wyróżnić literaturę:
- dworską i arystokratyczną (do XII w.);
- samurajską (do XVI w.);
- mieszczańską (do ok. 1868 r.);
- ogólnonarodową (od końca XIX w.).

### Literatura okresu Nara i Heian
Przed sprowadzeniem z Chin kanji, język japoński nie miał systemu zapisu. Na początku chińskie znaki były używane do zapisu japońskich struktur semantycznych. Tworzyło to zdania wyglądające na zapis języka chińskiego, ale czytano je fonetycznie – tym samym otrzymując zdania japońskie. Chiński system zapisu był dalej implementowany, tworząc man’yōganę, najwcześniejszą znaną formę kany. Pierwsze prace powstawały w okresie Nara. Wtedy napisane zostało pierwsze dzieło historiograficzne Japonii – Kojiki (Księga dawnych wydarzeń, 712); Nihon-shoki (Kronika japońska, 720), kronikę spisaną po chińsku; Man’yōshū (Zbiór dziesięciu tysięcy liści, 759), antologię poezji. Jedna z historii opisanych w dziele, Tarō Urashimy, to jedna z najwcześniejszych przykładów wykorzystania podróży w czasie w dziele literackim.

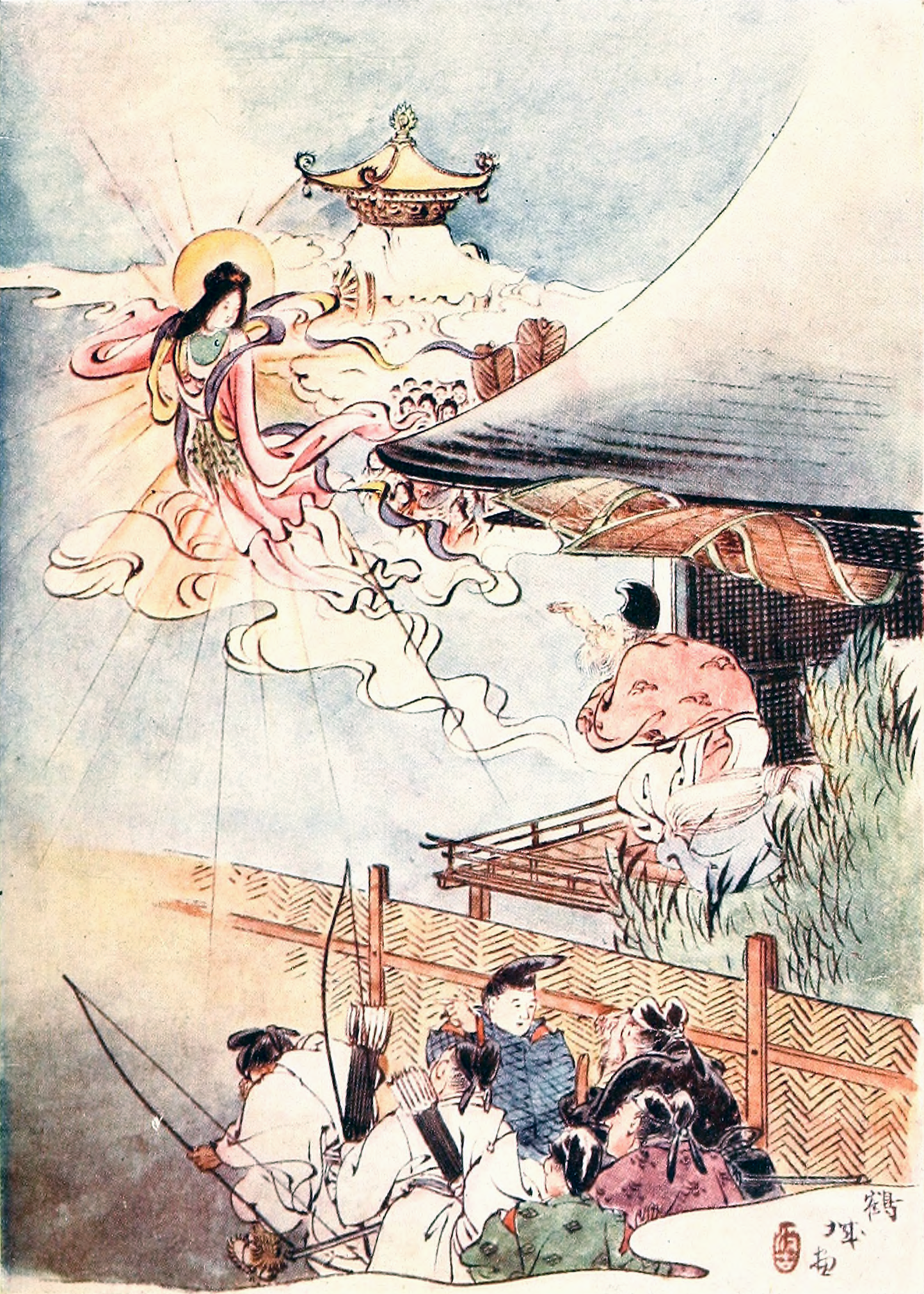
Księżniczka Kaguya opuszcza ziemię

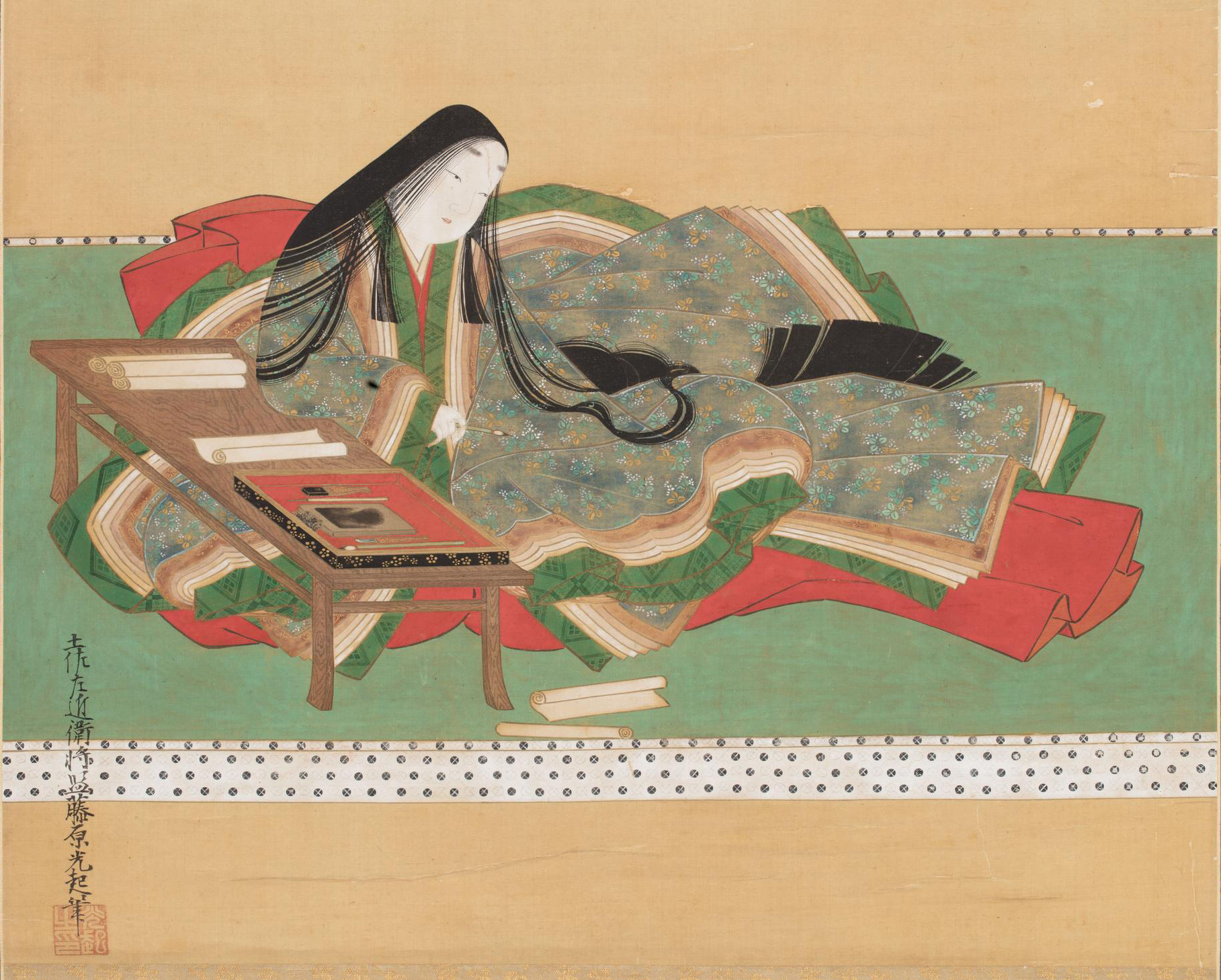
Murasaki Shikibu, autorka Genji monogatari

Okres klasyczny literatury japońskiej to przeważnie dzieła stworzone w okresie Heian, zwanego złotym wiekiem sztuki i literatury. Genji monogatari (Opowieść o księciu Genjim, 1008) napisane przez Murasaki Shikibu, uważany jest za największe dzieło fikcji okresu Heian i jedno z najwcześniejszych dzieł w formie powieści. Inne ważne dzieła to między innymi Kokin wakashū (skr. Kokinshū, Zbiór poezji dawnej i współczesnej, 905) oraz Makura no sōshi (Zapiski spod wezgłowia, ok. 996), napisany przez Sei Shōnagon. Była ona rywalką Murasaki, o czym autorka Genji... wspomina w swoim dzienniku Makura... był zbiorem notatek na temat życia, miłostek oraz zajęć szlachty na dworze cesarza. Podczas tego okresu powstał również poemat Iroha.
Dzieło z X wieku, Taketori monogatari (Opowieść o zbieraczu bambusu), może być uważane za jeden z najwcześniejszych przykładów literatury science-fiction. Bohaterka historii, Kaguya, jest księżniczką pochodzącą z Księżyca, zesłaną na Ziemię w celu zapewnienia jej bezpieczeństwa podczas wojny. Zostaje odnaleziona przez zbieracza bambusów. Zostaje później zabrana przez swoją rodzinę, na ilustracji przedstawioną w obiekcie przypominającym statek kosmiczny.
Innym ważnym dziełem japońskiej literatury jest Konjaku-monogatari, zbiór ponad tysiąca historii w 31 tomach. Tomy zawierają historie z Indii, Chin i Japonii. W okresie Heian cesarz sprawował szczególny mecenat nad poetami. Z tego powodu poezja tego okresu jest wyrafinowana oraz elegancka, wyrażana w bardzo patetycznym stylu.

### Literatura okresu Kamakura i Muromachi
Podczas tego okresu, Japonia doświadczyła wielu wojen domowych, co doprowadziło do wykształcenia się kasty wojowników. Spowodowało to większe zainteresowanie opowieściami wojennymi. Prace z tego okresu skupiają się na życiu i śmierci, życiorysach pełnych prostoty oraz odkupienia przez zabijanie. Pracą sztandarową jest Heike monogatari (1221 lub 1240) epos opisujący walkę pomiędzy klanami Minamoto i Taira o władzę nad dwunastowieczną Japonią. Inne ważne dzieła to między innymi Hōjōki (Zapiski z szałasu, 1212) autorstwa Chōmei Kamo (Kamo no Chōmei) oraz Tsurezuregusa (Szkice z wolnych chwil lub Dla rozrywki, ok. 1330) Kenkō Yoshidy (Urabe no Kaneyoshi, 1283?–1352?).
Ważnymi gatunkami tego okresu były m.in.: renga (pieśni łączone lub wiązane), sztuki teatralne nō i kyōgen (interludia wystawiane zazwyczaj między aktami przedstawień nō). Oba były rozwijane w XIV wieku, na początku okresu Muromachi.

### Literatura okresu Edo
Podczas spokojnego okresu siogunatu Tokugawa (zwanego także okresem Edo), w wyniku wzmocnienia się klasy średniej oraz robotniczej w Edo (współczesne Tokio) rozwinęły się popularne formy dramatu, które później ewoluowały w kabuki. Pisarz jōruri oraz kabuki, Monzaemon Chikamatsu zdobył popularność pod koniec XVII wieku. Znany jest jako Szekspir Japonii. Bashō Matsuo stworzył swój dziennik podróży, Oku no hosomichi (Ścieżki na daleką północ, 1702). Katsushika Hokusai, jeden z najbardziej znanych japońskich twórców drzeworytów zajmował się ilustrowaniem dzieł fikcji. Ikku Jippensha (1765–1831), tworzący podczas tego okresu znany jest jako Mark Twain Japonii.
W okresie Edo powstało wiele gatunków literackich. Pomimo nieznacznych wpływów zachodnich, wynikających m.in. z wymiany handlowej poprzez holenderską faktorię na wysepce Dejima w pobliżu Nagasaki, najbardziej na literaturę japońską wpłynął import chińskiej fikcji. Saikaku Ihara uważany jest za twórcę współczesnej powieści w Japonii. Ikku Jippensha napisał Tōkaidōchū hizakurige (Traktem Tōkaidō na kasztance z własnych kolan, 1802–1809) w którym mieszają się elementy dziennika podróży oraz komedii. Teishō Tsuga, Ayatari Takebe oraz Kanzan Okajima odegrali ważną rolę w tworzeniu się yomihon (‘książki do czytania’), gatunku historycznego romansu pisanego prozą. Duży wpływ na yomihony miały chińskie powieści takie jak Opowieści o Trzech Królestwach oraz Opowieści znad brzegów rzek. Ważnym twórcą yomihonów był Akinari Ueda (1734-1809), który napisał między innymi Ugetsu monogatari (Po deszczu przy księżycu, 1776) oraz Harusame monogatari (Opowieści o wiosennym deszczu, 1809). W okresie Edo powstała także powieść Nansō Satomi hakkenden (Nansō Satomi i biografie ośmiu psów, 1814–1841), jedna z najdłuższych powieści świata, napisana przez Bakina Kyokutei (także Bakin Takizawa, 1767–1848). Kyōden Santō tworzył yomihony dziejące się w homoseksualnych domach rozkoszy, które zostały zabronione przez edykty Kansei. Zaczął wtedy tworzyć komediowe kibyōshi (‘żółte okładki’). W nowożytnym okresie powstawały również horrory, kryminały, komedie oraz pornografia występująca często z kolorowymi drzeworytami.
Pomimo znacznego rozwoju literatury i języka, prace naukowe w okresie Edo dalej były publikowane w języku chińskim, który pozostał językiem uczonych tak jak łacina w Europie.

### Literatura współczesna
Okres Meiji zakończył izolację społeczeństwa japońskiego i rozpoczęła się industrializacja kraju. Głębokie przemiany gospodarcze i społeczne oraz styczność z Zachodem doprowadziły do powstania wielu nowych kierunków i szkół literackich. Do głównych należą realizm i naturalizm. Pojawił się także pozytywizm, ale pod nazwą „oświecenia” lub nawet „literatury tłumaczonej”. Pojawiła się „powieść o sobie” (watakushi-shōsetsu lub shishōsetsu) – fikcyjne wydarzenia odpowiadały życiu autora. Debiutancka powieść Sōseki Natsume, Wagahai wa neko de aru (1905, pol. wyd. Jestem kotem 1977, 2006) jest przykładem tego gatunku. Natsume napisał też inne znane powieści: Botchan (Panicz, 1906), Sanshirō (1908, pol. wyd. 2003), Kokoro (Serce, 1914, pol. wyd. Sedno rzeczy) i nieukończoną w wyniku śmierci Meian (Światło i mrok, 1916).
Naoya Shiga i Ōgai Mori odegrali dużą rolę w adaptacji zachodnich konwencji i technik literackich. Ryūnosuke Akutagawa jest znany ze swoich opowiadań (nazywany jest „ojcem japońskich opowiadań”)
We wczesnym okresie Meiji (1868-1880) Yukichi Fukuzawa tworzył literaturę oświeceniową. W środkowym okresie Meiji (późne lata 80. XIX wieku – lata 90. XIX wieku) Shōyō Tsubouchi oraz Shimei Futabatei tworzyli w nurcie realizmu, podczas gdy klasycystyczne prace Kōyō Ozakiego (1868-1903), Bimyō Yamady i Rohana Kōdy zdobywały popularność. Ichiyō Higuchi, jedna z niewielu pisarek tamtego okresu, w prostym stylu pisała o bezsilności kobiet w tamtych czasach.
Romantyzm został sprowadzony przez Ōgai Mori z jego antologią przetłumaczonych wierszy z roku 1889, i był dalej rozwijany przez Tōsona Shimazakiego oraz czasopisma Myōjō („Gwiazda Poranna”, 1900–1908) i Bungakukai („Świat Literacki”) na początku XX wieku. Mori stworzył też kilka współczesnych utworów, między innymi opowiadanie Maihime (Tancerka, 1890) i powieść Gan (Dzika gęś, 1911–1913). Później pisał też powieści historyczne.
Shimazaki odwrócił się od romantyzmu na rzecz naturalizmu, co widać w jego powieści Hakai (Złamany zakaz, 1906) oraz Futon (Kołdra, 1907) Katai Tayamy.
Naturalizm wykształcił wcześniej wspomnianą „powieść o sobie”, opisującą życie i stan wewnętrzny autora. Humanizm był propagowany przez czasopismo Shirakaba (1910), założony przez Naoya Shigę oraz Saneatsu Mushanokōji. Styl Shigi był autobiograficzny, przedstawiał jego myśli i często jest klasyfikowany jako styl „powieści o sobie”. Ryūnosuke Akutagawa, pisał swoje opowiadania (m.in. Rashōmon, 1915), reprezentując neorealizm podczas pierwszej dekady XX wieku.
W latach dwudziestych i trzydziestych ruch literatury proletariackiej, stworzony m.in. przez Takijiego Kobayashi, Denji Kuroshimę, Yuriko Miyamoto i Ineko Sata, tworzył politycznie radykalne utwory przedstawiające ciężkie życie robotników, chłopów, kobiet oraz życie innych, niższych klas społecznych.

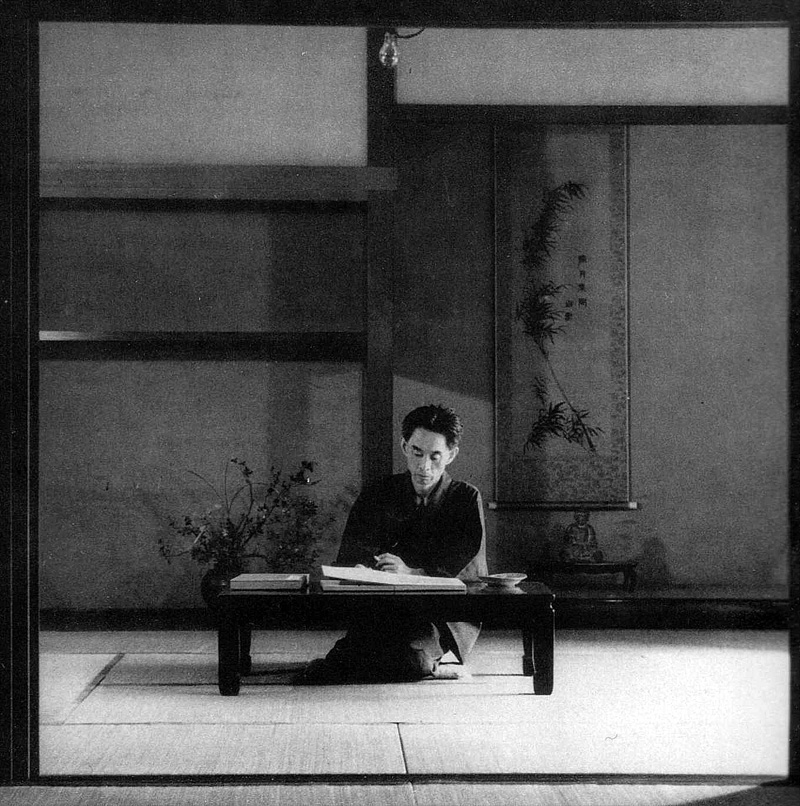
Yasunari Kawabata ok. 1946 r.

Podczas wojny ukazały się debiutanckie dzieła kilku autorów prezentujących piękno języka oraz historie miłości i sensualności, między innymi Jun’ichirō Tanizakiego oraz pierwszego Japończyka, który zdobył Literacką Nagrodę Nobla, Yasunariego Kawabaty. Ashihei Hino pisał liryczne bestsellery gloryfikujące wojnę, a Tatsuzō Ishikawa próbował opublikować realistyczne wspomnienia z ataku na Nankin. Przeciwko wojnie opowiadali się Denji Kuroshima, Mitsuharu Kaneko, Hideo Oguma oraz Jun Ishikawa.
II wojna światowa oraz porażka Japonii miały duży wpływ na literaturę japońską. Wielu autorów pisało historie pełne niezadowolenia, utraty celu i radzenia sobie z porażką. Opowiadanie Haruo Umezakiego, Sakurajima, opowiada o rozczarowanym i sceptycznym oficerze marynarki, stacjonującym przy Sakurajimie, wyspie wulkanicznej w pobliżu Kagoshimy, na południu wyspy Kiusiu. Powieść Osamu Dazaia, Shayō, dotyczy żołnierza powracającego z Mandżukuo. Shōhei Ōoka zdobył Nagrodę Yomiuri za swoją powieść Nobi, o japońskim dezerterze popadającym w szaleństwo w filipińskiej dżungli. Yukio Mishima, znany ze swojego nihilistycznego stylu pisania oraz samobójstwa poprzez seppuku, rozpoczął swoją przygodę z pisaniem w powojennej Japonii. Opowiadanie Nobuo Kojimy Szkoła amerykańska przedstawia grupę japońskich nauczycieli języka angielskiego zaraz po zakończeniu wojny, radzących sobie na różne sposoby z amerykańską okupacją.
Ważni pisarze lat 70. oraz 80. XX wieku są identyfikowani przez ich próby podniesienia politycznej i społecznej świadomości Japończyków. Kenzaburō Ōe, napisał jedną ze swoich najlepiej znanych prac Kojinteki na taiken (Sprawa osobista, 1964) i został drugim Japończykiem nagrodzonym Literacką Nagrodą Nobla.
Mitsuaki Inoue, zaniepokojony możliwościami, które dawała bomba atomowa, w latach 80. pisał o problemach epoki atomu, podczas gdy Shūsaku Endō, przedstawiając dylematy religijne kakure-kirishitan, katolików żyjących w feudalnej Japonii, próbował zaprezentować problemy ducha.
Pisarze awangardowi, jak Kōbō Abe, który napisał między innymi Kobietę z wydm (1960), chciał przedstawić japońskie doświadczenia bez używania stylów międzynarodowych, czy tradycyjnych konwencji. Yoshikichi Furui opowiadał jak wyalienowani mieszkańcy miast radzą sobie z trywialnością życia, podczas gdy dramaty dziejące się w takich codziennych żywotach były opisywane przez coraz większą liczbę pisarek. W 1988 r. Nagrodę Naoki otrzymała Shizuko Tōdō za swoją powieść przedstawiającą skomplikowaną psychologię współczesnej kobiety. Kazuo Ishiguro, Japończyk zamieszkały w Wielkiej Brytanii, zdobył Nagrodę Bookera.
Haruki Murakami to jeden z najpopularniejszych i kontrowersyjnych pisarzy dzisiejszej Japonii. Jego negujące podziały gatunkowe, komiczne i surrealistyczne dzieła spowodowały zażarta debatę w Japonii dotyczącej tego, co można nazwać literaturą, a co zwyczajną popkulturą. Kenzaburō Ōe jest jednym z jego najsurowszych krytyków. Najbardziej znane dzieła Murakamiego to między innymi Norwegian Wood (1987) oraz Kronika ptaka nakręcacza (1994-1995).
Banana Yoshimoto, współczesna pisarka, której mangowy styl pisania wywołał dużo kontrowersji w późnych latach 80. Jej styl kładzie większy nacisk na dialog niż opisy, przypominający scenariusz mangi.
Pomimo tego, że współcześni japońscy pisarze poruszają różne tematy, jeden typowo japoński sposób podejścia kładzie nacisk na wewnętrzne przeżycia bohaterów. W japońskiej fikcji fabuła oraz akcja są przeważnie tylko tłem dla emocji. Utrzymując trend umacniania narodowych cech, wiele starych tematów powróciło z powodu autorów powracających do starych mistrzów. Ważna w buddyzmie wiedza na temat samego siebie, a materialistyczne nastawienie społeczeństwa stworzyło podłoże pod krytykę materialistycznego podejścia do życia. Coraz wyraźniej widać w literaturze tematy kobiece, Japończyka w świecie współczesnym oraz trywialności życia w miastach.
Fikcja, literatura faktu oraz dziecięca rozwijały się w Japonii lat 80. Wiele popularnych dzieł było czymś z pogranicza „czystej” literatury i tej popularnej. Powstawały serie historyczne, dramaty dokumentalne, fantastyka naukowa, kryminały, dzienniki wojenne itd. Literatura faktu zajmowała się wszystkim, od przestępstw po politykę. Pomimo tego, że dominowały formy dziennikarskie, wiele z tych prac zawierało elementy interpretacji, wykazując duży poziom indywidualności. Literatura dziecięca odżyła w latach 50., a młodzi pisarze i pisarki nadały jej nową młodość w latach 80.
Manga odnalazła się praktycznie w każdej tematyce. Istnieją wielotomowe serie na temat historii Japonii, mangi uczące podstaw ekonomii czy pornograficzne. Manga stanowi pomiędzy 20 a 30 procent publikacji wydanych pod koniec lat 80. XX w.
Powieści komórkowe pojawiły się na początku XXI wieku. Pisane przez i dla użytkowników telefonów komórkowych, powieści – przeważnie romanse czytane przez młode kobiety – stały się popularne zarówno w formie elektronicznej, jak i papierowej. Niektóre, takie jak Koizora, sprzedały się w milionach kopii. Pod koniec 2007 roku, powieści komórkowe stanowiły czwarty z pięciu najlepiej sprzedających się gatunków fikcji.

## Ważni autorzy i dzieła
Znani autorzy i dzieła są wymienione w kolejności chronologicznej.

### Literatura okresu Nara i Heian
- Kakinomoto no Hitomaro (~717–785)
- Ōtomo no Yakamochi (~~717–785)
- Ki no Tsurayuki (872–945), Tosa nikki(inne języki)
- Sei Shōnagon (~966–10??): Makura no sōshi
- Murasaki Shikibu (~973–~1025): Genji monogatari

### Literatura okresu Kamakura i Muromachi
- Kenkō Yoshida (około 1283–1352): Tsurezuregusa
- Heike monogatari (1371)

### Literatura okresu Edo
- Saikaku Ihara (1642–1693)
- Bashō Matsuo (1644–1694)
- Monzaemon Chikamatsu (1653–1725)
- Akinari Ueda (1734–1809)
- Yokoi Yayū(inne języki) (1702–1783)
- Santō Kyōden(inne języki) (1761–1816)
- Ikku Jippensha (1765–1831)
- Bakin Kyokutei (1767–1848)
- Nakane Kōtei(inne języki) (1839–1913)
- Edo Meisho Zue(inne języki) (1834)
- Hokuetsu Seppu(inne języki) (1837)
- Yakumo Koizumi (1850–1904)

### Literatura współczesna
- Ōgai Mori (1862–1922)

- Shimei Futabatei (1864–1909)

- Sachio Itō(inne języki) (1864–1913)

- Kōyō Ozaki (1867–1903)

- Rohan Kōda (1867–1947)

- Sōseki Natsume (1867–1916)

- Shiki Masaoka (1867–1902)

- Doppo Kunikida (1871–1908)

- Tōson Shimazaki (1872–1943)

- Kyōka Izumi(inne języki) (1873–1939)

- Yonejirō Noguchi(inne języki) (1875–1947)

- Takeo Arishima (1878–1923)

- Akiko Yosano (1878–1942)

- Kafū Nagai (1879–1959)

- Naoya Shiga (1883–1971)

- Kansuke Naka(inne języki) (1885–1965)

- Yaeko Nogami(inne języki) (1885–1985)

- Takuboku Ishikawa (1886–1912)

- Jun’ichirō Tanizaki (1886–1965)

- Kan Kikuchi (1888–1948)

- Hyakken Uchida(inne języki) (1889–1971)

- Ryūnosuke Akutagawa (1892–1927)

- Ranpo Edogawa (1894–1965)

- Eiji Yoshikawa(inne języki) (1892–1962)

- Mitsuharu Kaneko(inne języki) (1895–1975)

- Kenji Miyazawa (1896–1933)

- Chiyo Uno(inne języki) (1897–1996)

- Denji Kuroshima(inne języki) (1898–1943)

- Shigeji Tsuboi(inne języki) (1898–1975)

- Masuji Ibuse (1898–1993)

- Jun Ishikawa(inne języki) (1899–1987)

- Yasunari Kawabata (1899–1972)

- Yuriko Miyamoto (1899–1951)

- Sakae Tsuboi(inne języki) (1900–1967)

- Hideo Oguma(inne języki) (1901–1940)

- Motojirō Kajii(inne języki) (1901–1932)

- Takiji Kobayashi (1903–1933)

- Fumiko Hayashi(inne języki) (1903–1951)

- Tamiki Hara(inne języki) (1905–1951)

- Tatsuzō Ishikawa (1905–1985)

- Fumiko Enchi (1905–1986)

- Ango Sakaguchi(inne języki) (1906–1955)

- Osamu Dazai (1909–1948)

- Shōhei Ōoka (1909–1988)

- Sakunosuke Oda(inne języki) (1913–1947)

- Haruo Umezaki(inne języki) (1915–1965)

- Ayako Miura(inne języki) (1922–1999)

- Shūsaku Endō (1923–1996)

- Ryōtarō Shiba(inne języki) (1923–1996)

- Kōbō Abe (1924–1993)

- Toyoko Yamasaki(inne języki) (1924–2013)

- Yukio Mishima (1925–1970)

- Akiyuki Nosaka (1930–2015)

- Sawako Ariyoshi (1931–1984)

- Ayako Sono(inne języki) (1931–)

- Hisashi Inoue(inne języki) (1934–2010)

- Kenzaburō Ōe (1935–2023)

- Michiko Yamamoto(inne języki) (1936–)

- Kenji Nakagami(inne języki) (1946–1992)

- Haruki Murakami (1949–)

- Natsuo Kirino (1951–)

- Ryū Murakami (1952–)

- Banana Yoshimoto (1964–)

## Gatunki literackie
- chōka
- haiku
- imayō
- katauta
- kusazōshi
- monogatari
- nikki bungaku
- norito
- ōjōden
- saibara
- sedōka
- setsuwa
- tanka
- waka
- zuihitsu

### Biblioteki
- University of Virginia Library Electronic Text Center
- Michael Watson, Meiji Gakuin University

### Źródła (ang.)
- Japanese Literature Publishing Project, Agencja do Spraw Kultury Japonii
- Japanese Book News Website, Japan Foundation
- Bibliography for Research in Japanese Literature, Haruo Shirane, Columbia university
- Electronic texts of pre-modern Japanese literature by Satoko Shimazaki